# Echipa națională de fotbal a Moldovei Sub-17
Echipa națională de fotbal a Moldovei Sub-17 este a patra reprezentativă națională de fotbal a Republicii Moldova, care reprezintă țara la nivel internațional. În echipă sunt selecționați jucători cu vârsta de până la 17 ani.

## Rezultate la Campionatul European Sub-16/17
| Rezultate la Campionatul European U-16/17 | Rezultate la Campionatul European U-16/17 | Rezultate la Campionatul European U-16/17 | Rezultate la Campionatul European U-16/17 | Rezultate la Campionatul European U-16/17 | Rezultate la Campionatul European U-16/17 | Rezultate la Campionatul European U-16/17 | Rezultate la Campionatul European U-16/17 | Rezultate la Campionatul European U-16/17 |     | Performanțe în preliminariile Campionatului European | Performanțe în preliminariile Campionatului European | Performanțe în preliminariile Campionatului European | Performanțe în preliminariile Campionatului European | Performanțe în preliminariile Campionatului European | Performanțe în preliminariile Campionatului European | Performanțe în preliminariile Campionatului European |
| An                                        | Rundă                                     | Pld                                       | W                                         | D                                         | L                                         | GF                                        | GA                                        | GD                                        | Pld | W                                                    | D                                                    | L                                                    | GF                                                   | GA                                                   | GD                                                   |                                                      |
| 1995                                      | Nu s-a calificat                          | Nu s-a calificat                          | Nu s-a calificat                          | Nu s-a calificat                          | Nu s-a calificat                          | Nu s-a calificat                          | Nu s-a calificat                          | Nu s-a calificat                          | 2   | 1                                                    | 1                                                    | 0                                                    | 4                                                    | 1                                                    | +3                                                   |                                                      |
| 1996                                      | Nu s-a calificat                          | Nu s-a calificat                          | Nu s-a calificat                          | Nu s-a calificat                          | Nu s-a calificat                          | Nu s-a calificat                          | Nu s-a calificat                          | Nu s-a calificat                          | 2   | 0                                                    | 1                                                    | 1                                                    | 1                                                    | 4                                                    | −3                                                   |                                                      |
| 1997                                      | Nu s-a calificat                          | Nu s-a calificat                          | Nu s-a calificat                          | Nu s-a calificat                          | Nu s-a calificat                          | Nu s-a calificat                          | Nu s-a calificat                          | Nu s-a calificat                          | 2   | 1                                                    | 0                                                    | 1                                                    | 3                                                    | 3                                                    | 0                                                    |                                                      |
| 1998                                      | Nu s-a calificat                          | Nu s-a calificat                          | Nu s-a calificat                          | Nu s-a calificat                          | Nu s-a calificat                          | Nu s-a calificat                          | Nu s-a calificat                          | Nu s-a calificat                          | 3   | 0                                                    | 0                                                    | 3                                                    | 1                                                    | 18                                                   | −17                                                  |                                                      |
| 1999                                      | Nu s-a calificat                          | Nu s-a calificat                          | Nu s-a calificat                          | Nu s-a calificat                          | Nu s-a calificat                          | Nu s-a calificat                          | Nu s-a calificat                          | Nu s-a calificat                          | 2   | 0                                                    | 0                                                    | 2                                                    | 2                                                    | 6                                                    | −4                                                   |                                                      |
| 2000                                      | Nu s-a calificat                          | Nu s-a calificat                          | Nu s-a calificat                          | Nu s-a calificat                          | Nu s-a calificat                          | Nu s-a calificat                          | Nu s-a calificat                          | Nu s-a calificat                          | 3   | 0                                                    | 1                                                    | 2                                                    | 0                                                    | 4                                                    | −4                                                   |                                                      |
| 2001                                      | Nu s-a calificat                          | Nu s-a calificat                          | Nu s-a calificat                          | Nu s-a calificat                          | Nu s-a calificat                          | Nu s-a calificat                          | Nu s-a calificat                          | Nu s-a calificat                          | 3   | 0                                                    | 1                                                    | 2                                                    | 4                                                    | 8                                                    | −4                                                   |                                                      |
| 2002                                      | Faza grupelor                             | 3                                         | 0                                         | 0                                         | 3                                         | 7                                         | 13                                        | −6                                        | 2   | 2                                                    | 0                                                    | 0                                                    | 4                                                    | 1                                                    | +3                                                   |                                                      |
| 2003                                      | Nu s-a calificat                          | Nu s-a calificat                          | Nu s-a calificat                          | Nu s-a calificat                          | Nu s-a calificat                          | Nu s-a calificat                          | Nu s-a calificat                          | Nu s-a calificat                          | 3   | 1                                                    | 1                                                    | 1                                                    | 8                                                    | 4                                                    | +4                                                   |                                                      |
| 2004                                      | Nu s-a calificat                          | Nu s-a calificat                          | Nu s-a calificat                          | Nu s-a calificat                          | Nu s-a calificat                          | Nu s-a calificat                          | Nu s-a calificat                          | Nu s-a calificat                          | 3   | 2                                                    | 0                                                    | 1                                                    | 7                                                    | 6                                                    | +1                                                   |                                                      |
| 2005                                      | Nu s-a calificat                          | Nu s-a calificat                          | Nu s-a calificat                          | Nu s-a calificat                          | Nu s-a calificat                          | Nu s-a calificat                          | Nu s-a calificat                          | Nu s-a calificat                          | 3   | 0                                                    | 1                                                    | 2                                                    | 0                                                    | 3                                                    | −3                                                   |                                                      |
| 2006                                      | Nu s-a calificat                          | Nu s-a calificat                          | Nu s-a calificat                          | Nu s-a calificat                          | Nu s-a calificat                          | Nu s-a calificat                          | Nu s-a calificat                          | Nu s-a calificat                          | 6   | 2                                                    | 2                                                    | 2                                                    | 9                                                    | 10                                                   | −1                                                   |                                                      |
| 2007                                      | Nu s-a calificat                          | Nu s-a calificat                          | Nu s-a calificat                          | Nu s-a calificat                          | Nu s-a calificat                          | Nu s-a calificat                          | Nu s-a calificat                          | Nu s-a calificat                          | 3   | 0                                                    | 0                                                    | 3                                                    | 1                                                    | 6                                                    | −5                                                   |                                                      |
| 2008                                      | Nu s-a calificat                          | Nu s-a calificat                          | Nu s-a calificat                          | Nu s-a calificat                          | Nu s-a calificat                          | Nu s-a calificat                          | Nu s-a calificat                          | Nu s-a calificat                          | 3   | 1                                                    | 0                                                    | 2                                                    | 3                                                    | 7                                                    | −4                                                   |                                                      |
| 2009                                      | Nu s-a calificat                          | Nu s-a calificat                          | Nu s-a calificat                          | Nu s-a calificat                          | Nu s-a calificat                          | Nu s-a calificat                          | Nu s-a calificat                          | Nu s-a calificat                          | 3   | 0                                                    | 0                                                    | 3                                                    | 1                                                    | 12                                                   | −11                                                  |                                                      |
| 2010                                      | Nu s-a calificat                          | Nu s-a calificat                          | Nu s-a calificat                          | Nu s-a calificat                          | Nu s-a calificat                          | Nu s-a calificat                          | Nu s-a calificat                          | Nu s-a calificat                          | 3   | 0                                                    | 2                                                    | 1                                                    | 2                                                    | 7                                                    | −5                                                   |                                                      |
| 2011                                      | Nu s-a calificat                          | Nu s-a calificat                          | Nu s-a calificat                          | Nu s-a calificat                          | Nu s-a calificat                          | Nu s-a calificat                          | Nu s-a calificat                          | Nu s-a calificat                          | 3   | 0                                                    | 0                                                    | 3                                                    | 2                                                    | 11                                                   | −9                                                   |                                                      |
| 2012                                      | Nu s-a calificat                          | Nu s-a calificat                          | Nu s-a calificat                          | Nu s-a calificat                          | Nu s-a calificat                          | Nu s-a calificat                          | Nu s-a calificat                          | Nu s-a calificat                          | 3   | 0                                                    | 0                                                    | 3                                                    | 1                                                    | 7                                                    | −6                                                   |                                                      |
| 2013                                      | Nu s-a calificat                          | Nu s-a calificat                          | Nu s-a calificat                          | Nu s-a calificat                          | Nu s-a calificat                          | Nu s-a calificat                          | Nu s-a calificat                          | Nu s-a calificat                          | 3   | 1                                                    | 0                                                    | 2                                                    | 3                                                    | 5                                                    | −2                                                   |                                                      |
| 2014                                      | Nu s-a calificat                          | Nu s-a calificat                          | Nu s-a calificat                          | Nu s-a calificat                          | Nu s-a calificat                          | Nu s-a calificat                          | Nu s-a calificat                          | Nu s-a calificat                          | 3   | 0                                                    | 1                                                    | 2                                                    | 1                                                    | 6                                                    | −5                                                   |                                                      |
| 2015                                      | Nu s-a calificat                          | Nu s-a calificat                          | Nu s-a calificat                          | Nu s-a calificat                          | Nu s-a calificat                          | Nu s-a calificat                          | Nu s-a calificat                          | Nu s-a calificat                          | 3   | 1                                                    | 1                                                    | 1                                                    | 4                                                    | 3                                                    | +1                                                   |                                                      |
| 2016                                      | Nu s-a calificat                          | Nu s-a calificat                          | Nu s-a calificat                          | Nu s-a calificat                          | Nu s-a calificat                          | Nu s-a calificat                          | Nu s-a calificat                          | Nu s-a calificat                          | 3   | 0                                                    | 1                                                    | 2                                                    | 1                                                    | 7                                                    | −6                                                   |                                                      |
| 2017                                      | Nu s-a calificat                          | Nu s-a calificat                          | Nu s-a calificat                          | Nu s-a calificat                          | Nu s-a calificat                          | Nu s-a calificat                          | Nu s-a calificat                          | Nu s-a calificat                          | 3   | 0                                                    | 0                                                    | 3                                                    | 0                                                    | 8                                                    | −8                                                   |                                                      |
| 2018                                      | Nu s-a calificat                          | Nu s-a calificat                          | Nu s-a calificat                          | Nu s-a calificat                          | Nu s-a calificat                          | Nu s-a calificat                          | Nu s-a calificat                          | Nu s-a calificat                          | 3   | 0                                                    | 0                                                    | 3                                                    | 0                                                    | 8                                                    | −8                                                   |                                                      |
| 2019                                      | Nu s-a calificat                          | Nu s-a calificat                          | Nu s-a calificat                          | Nu s-a calificat                          | Nu s-a calificat                          | Nu s-a calificat                          | Nu s-a calificat                          | Nu s-a calificat                          | 3   | 0                                                    | 1                                                    | 2                                                    | 2                                                    | 4                                                    | −2                                                   |                                                      |
| 2020                                      | Nu s-a calificat                          | Nu s-a calificat                          | Nu s-a calificat                          | Nu s-a calificat                          | Nu s-a calificat                          | Nu s-a calificat                          | Nu s-a calificat                          | Nu s-a calificat                          | 3   | 0                                                    | 1                                                    | 2                                                    | 0                                                    | 6                                                    | −6                                                   |                                                      |
| 2022                                      | Nu s-a calificat                          | Nu s-a calificat                          | Nu s-a calificat                          | Nu s-a calificat                          | Nu s-a calificat                          | Nu s-a calificat                          | Nu s-a calificat                          | Nu s-a calificat                          | 3   | 0                                                    | 1                                                    | 2                                                    | 0                                                    | 4                                                    | −4                                                   |                                                      |
| 2023                                      | Nu s-a calificat                          | Nu s-a calificat                          | Nu s-a calificat                          | Nu s-a calificat                          | Nu s-a calificat                          | Nu s-a calificat                          | Nu s-a calificat                          | Nu s-a calificat                          | 3   | 0                                                    | 1                                                    | 2                                                    | 3                                                    | 8                                                    | −5                                                   |                                                      |
| 2024                                      | Nu s-a calificat                          | Nu s-a calificat                          | Nu s-a calificat                          | Nu s-a calificat                          | Nu s-a calificat                          | Nu s-a calificat                          | Nu s-a calificat                          | Nu s-a calificat                          | 3   | 0                                                    | 0                                                    | 3                                                    | 2                                                    | 9                                                    | −7                                                   |                                                      |
| 2025                                      | Nu s-a calificat                          | Nu s-a calificat                          | Nu s-a calificat                          | Nu s-a calificat                          | Nu s-a calificat                          | Nu s-a calificat                          | Nu s-a calificat                          | Nu s-a calificat                          | 6   | 0                                                    | 0                                                    | 6                                                    | 0                                                    | 15                                                   | −15                                                  |                                                      |
| 2026                                      |                                           |                                           |                                           |                                           |                                           |                                           |                                           |                                           |     |                                                      |                                                      |                                                      |                                                      |                                                      |                                                      |                                                      |
| Total                                     | 1/30                                      | 3                                         | 0                                         | 0                                         | 3                                         | 7                                         | 13                                        | −6                                        | 94  | 12                                                   | 19                                                   | 63                                                   | 71                                                   | 204                                                  | −133                                                 |                                                      |